# Duffyoemida
Duffyoemida is een kevergeslacht uit de familie van de boktorren (Cerambycidae). De wetenschappelijke naam van het geslacht werd voor het eerst geldig gepubliceerd in 1977 door Martins.

## Soorten
Duffyoemida omvat de volgende soorten:
- Duffyoemida barkeri Martins, 1977
- Duffyoemida gracilis Adlbauer, 1995
- Duffyoemida impunctipennis (Duffy, 1955)